# Stornes Peninsula
Stornes Peninsula är en udde i Antarktis. Den ligger i Östantarktis. Australien gör anspråk på området. Stornes Peninsula ligger vid sjöarna  Spate Jack och Jingbo Hu.
Terrängen inåt land är platt åt nordväst, men åt sydost är den kuperad. Havet är nära Stornes Peninsula åt nordväst. Trakten är glest befolkad. Närmaste befolkade plats är Zhongshan Station, 12,6 kilometer nordost om Stornes Peninsula. 